# أندريه سيامك
أندريه سيامك (بالرومانية: Andrei Ciumac) هو لاعب تنس محترف من مولدوفا. كان عضوًا في فريق مولدوفا المشارك في كأس ديفيز.

## نهائيات المستقبل والمنافسة

### فردي: 2 (0-2)
| أسطورة                                  |
| --------------------------------------- |
| بطولة اتحاد لاعبي التنس المحترفين (0–0) |
| العقود الآجلة لـ ITF (0–2)              |

| العناوين حسب السطح |
| ------------------ |
| صعب (0-2)          |
| الطين (0–0)        |
| العشب (0–0)        |
| السجادة (0–0)      |

## روابط خارجية
- أندريه سيامك على موقع رابطة محترفي التنس (الإنجليزية)
- أندريه سيامك على موقع الاتحاد الدولي لكرة المضرب (الإنجليزية)
- أندريه سيامك على موقع كأس ديفيز (الإنجليزية)
- أندريه سيامك على موقع خلاصة التنس.كوم (الإنجليزية)